# Geopònica
Geopònica (Geoponica) fou una obra sobre la terra i l'agricultura. La iniciativa del llibre és normalment atribuïda a Constantí VII Porfirogènit (911-959) i hauria estat compilat per Cassià Bas per encàrrec de l'emperador.

## Estructura
El temes tractats a la Geopònica són:
- 1. L'atmosfera i els estels
- 2. Diverses classes d'agricultura i de gra
- 3. Feines a fer cada mes
- 4 i 5. Maneres de cultivar la vinya i el vi
- 6, 7 i 8. Maneres de fer vi
- 9. Cultiu de l'oliva i fabricació d'oli
- 10, 11 i 12. Horticultura
- 13. Insectes i animals molestos per a les plantes
- 14. Coloms i altres ocells
- 15. Sobre les abelles
- 16. Cavalls, ases i camells
- 17. Sobre els ramats
- 18. Sobre les ovelles
- 19. Gossos, porcs, llebres, i salat de la carn
- 20. Peixos

## Influència
Aquest compendi d'ensenyaments agronòmics va ser traduïda al siríac, pahlavi, àrab i armeni, donant fe de la seva influència mundial tant en Orient com a Occident. Els escriptors andalusís van adaptar aquests coneixements, per exemple en l'obra Llibre d'agricultura d'Ibn al-Awwam.
Gabriel Alonso de Herrera, humanista de la cort dels Reis Catòlics sota el patronatge del Cardenal Cisneros va escriure la seva Obra de Agricultura (1513) que va veure de les fonts geopòniques, a través dels coneixements andalusís.
Més tard, la Geopònica fou traduïda al llatí per Janus Cornarius i publicada per primer cop a Venècia el 1538. El 1539 es va publicar en grec a Basilea.

## Edicions i traduccions
- 1538. Geoponica . Constantini Caesaris selectarum praeceptionum, de agricultura libri viginti, Iano Cornario ... interprete, recens in lucem emissi. Cum indice rerum scitu dignarum copiosissimo. - Venetiis : [Giacomo Pocatela], 1538 (Venetiis : apud d. Iacob a Burgofrancho Papiensem, mense Octob. 1538).[14][15]

- 1542. Geoponica . De li scelti et utilissimi documenti de l'agricoltura, nuovamente dal latino in volgare tradotto per Nicolò Vitelli con la tavola di tutto ciò che ne l'opera si contiene et con la dechiaratione de alcu - In Venetia : per Giovan Battista da Borgofranco pauese,[16]

- 1542. Geoponica. De noteuoli et vtilissimi ammaestramenti dell'agricoltura, di greco in volgare novamente tradotto, per Pietro Lauro modonese. Con la tauola di tutto ciò che nell'opera si comprende / Costantino Cesare - In Venetia : appresso Gabriel Giolito di Ferrari. 1542

- 1549. Geoponica. Constantino Cesare de noteuoli et vtilissimi ammaestramenti dell'agricoltura, di greco in uolgare nouamente tradotto, per Pietro Lauro modenese da città di Castello, con la tauola di tutto ciò che...[17]

- 1554. Geoponica. Constantino Cesare de li scelti et utilissimi documenti de l'agricoltura, novamente dal latino in volgare tradotto per M. Nicolo Vitelli...[18]

## «Scriptores rei rustica»
Els anomenats geopònics o «Scriptores rei rustica» són els antics escriptors grecs (en grec) i romans (en llatí) que tractaren els temes d’agricultura i ramaderia. Les obres llatines foren publicats i traduïdes a llengües vulgars. Les obres en grec són de consulta més difícil, llevat de la Geopònica de Cassià Bas, explicada més amunt. Vegeu, a continuació, una de les col·leccions de les obres en llatí.
- Scriptores rei rusticae, Volum 1. Gottlob Schneider.[20]
  - Cató el Censor i Marc Terenci Varró
- Scriptores rei rusticae, Volum 2. Gottlob Schneider[21]
- Scriptores rei rusticae, Volum 3. Gottlob Schneider.[22]
- Scriptores rei rusticae, Volum 4. Gottlob Schneider.[23]
- Scriptores rei rusticae, Volum 5. Gottlob Schneider[24]
  - Flavi Renat Vegeci. Mulomedicina.